# Universities Research Association
Pour les articles homonymes, voir URA.
L'Universities Research Association ou URA est une association de 86 centres de recherche universitaires situés majoritairement aux États-Unis créée en 1965 par le président américain Lyndon Johnson. L'objectif fixé à sa création était de développer et gérer des centres de recherche fondamentale travaillant dans le domaine de la physique et de la biologie et répondant à des intérêts nationaux. 
L'URA est dirigé par un conseil constitué par les 85 présidents d'université auxquels ces organismes de recherche sont rattachés. Jusqu'en 2006 l'URA était le gestionnaire du Fermilab, le plus grand accélérateur de particules du monde avant l'inauguration du Large Hadron Collider en 2008. L'URA gère la participation américaine dans l'observatoire Pierre-Auger consacré à l'observation des rayons cosmiques. L'URA dispose en 2010 d'un budget de fonctionnement de 400 millions de dollars fournie par le département américain de l'Énergie, son autorité de tutelle.